# Миклухо-Маклай, Андрей Дмитриевич
Андре́й Дми́триевич Миклу́хо-Макла́й (1914—1965) — советский учёный-геолог и палеонтолог, профессор Геологического факультета ЛГУ.

## Биография
Родился 24 июля (6 августа) 1914 года в Москве. Дед — Миклуха, Михаил Николаевич.
В 1929 году семья переехала в Ленинград.
В 1930—1932 годах учился в фабрично-заводском училище связи и телефонии для поступления в Ленинградский государственный университет. Там он учился в 1933—1938 годах на кафедре исторической геологии, получил диплом с отличием.
С 1938 года учился в аспирантуре у профессора П. А. Православлева.
В 1941—1942 годах был инженером-геологом на оборонных работах.
В 1942 году был отправлен в Арзамасское военное училище, тяжело болел тифом. Воевал полковым артиллерийским разведчиком на Западном, Калининградском, 1 Прибалтийском, 1 и 3 Белорусском фронтах.
Вернулся в университет в сентябре 1946 года, был научным сотрудником Института земной коры ЛГУ.
В 1947 году защитил кандидатскую диссертацию по теме «Материалы к стратиграфии и микрофауна верхнего палеозоя».
В 1961 году защитил докторскую диссертацию по теме «Верхний палеозой Средней Азии: Стратиграфия; Систематика и филогения фораминифер».
Затем работал ассистентом, доцентом (1951), профессором (1962) кафедры исторической геологии геологического факультета ЛГУ.
Автор оригинального учебного курса «Геология СССР».
Скончался 13 марта 1965 года, скоропостижно в полдень в доме отдыха в посёлке Репино, Ленинградская область.
Похоронен на Серафимовском кладбище (14 уч.) 

## Семья
Жена — Карина Викторовна.
- Дочь — Ольга.

## Награды и премии
Боевые награды
- 01.06.1944 — Медаль «За боевые заслуги»

Могила Миклухо-Маклая на Серафимовском кладбище Санкт-Петербурга.

- 05.03.1945 — Орден Красной Звезды
- 30.04.1945 — Медаль «За отвагу»